# صلح مأموریت است
| بررسی جمعی       | بررسی جمعی |
| منبع             | رتبه‌بندی   |
| ---------------- | ---------- |
| متاکریتیک        | ۶۸/۱۰۰     |
| بررسی انتقادی    |            |
| منبع             | رتبه‌بندی   |
| آل‌میوزیک         | [ ۲ ]      |
| بیلبورد          | [ ۳ ]      |
| کلش              | ۷/۱۰       |
| انترتینمنت ویکلی | A-         |
| گاردین           | [ ۶ ]      |
| لس‌آنجلس تایمز    | [ ۷ ]      |
| ان‌ام‌ئی           | ۶/۱۰       |
| آبزرور           | [ ۹ ]      |
| پیچفورک مدیا     | ۷٫۴/۱۰     |
| رولینگ استون     | [ ۱۱ ]     |
| سپن              | ۵/۱۰       |

صلح مأموریت است (به انگلیسی: Peace Is the Mission) سومین آلبوم استودیویی گروه موسیقی الکترونیک، میجر لیزر است که در ۱ ژوئن ۲۰۱۵ منتشر شد. آلبوم پس از انتشار تک‌آهنگ تکیه که به همراه دی‌جی اسنیک و مو بود منتشر شد. این تک‌آهنگ در رتبه اول کشورهای استرالیا، نیوزیلند، بلژیک، دانمارک، فنلاند و هلند قرار گرفت و همچنین در چهارده کشور دیگر از جمله بریتانیا، ایالات متحده و آلمان جزء ۱۰ ترانه اول قرار گرفت.